# Carlo Bergamini
Cet article concerne l'amiral italien. Pour la frégate lance-missiles, voir Carlo Bergamini (F590).
Pour les articles homonymes, voir Bergamini.
Carlo Bergamini (24 octobre 1888 - 9 septembre 1943) est un amiral Italien de la Regia Marina qui servit durant les deux guerres mondiales.

## Début de carrière
Né à San Felice sul Panaro, Bergamini fréquente l'Accademia Navale di Livorno et rejoint la marine italienne en tant que Guardiamarina (enseigne) en 1908. Il participe à la guerre italo-turque en tant qu'officier sur le croiseur protégé Vettor Pisani. Pendant la Première Guerre mondiale, il fut l'officier canonnier du croiseur Pisa. En 1918, il reçut la médaille de la valeur militaire pour sa bravoure lors d'une opération au large des côtes de l'Albanie.
Après la guerre, en tant que lieutenant de vaisseau, il commanda un torpilleur. Après une promotion de capitaine de corvette, il devient le chef du service artillerie de l'Andrea Doria. Durant la période de l'entre-deux-guerres, il fut promu au grade d'ammiraglio di divisione. Il a largement contribué à la conception du système de conduite de tir adopté sur les principaux bâtiments de combat italiens.

## Seconde Guerre mondiale

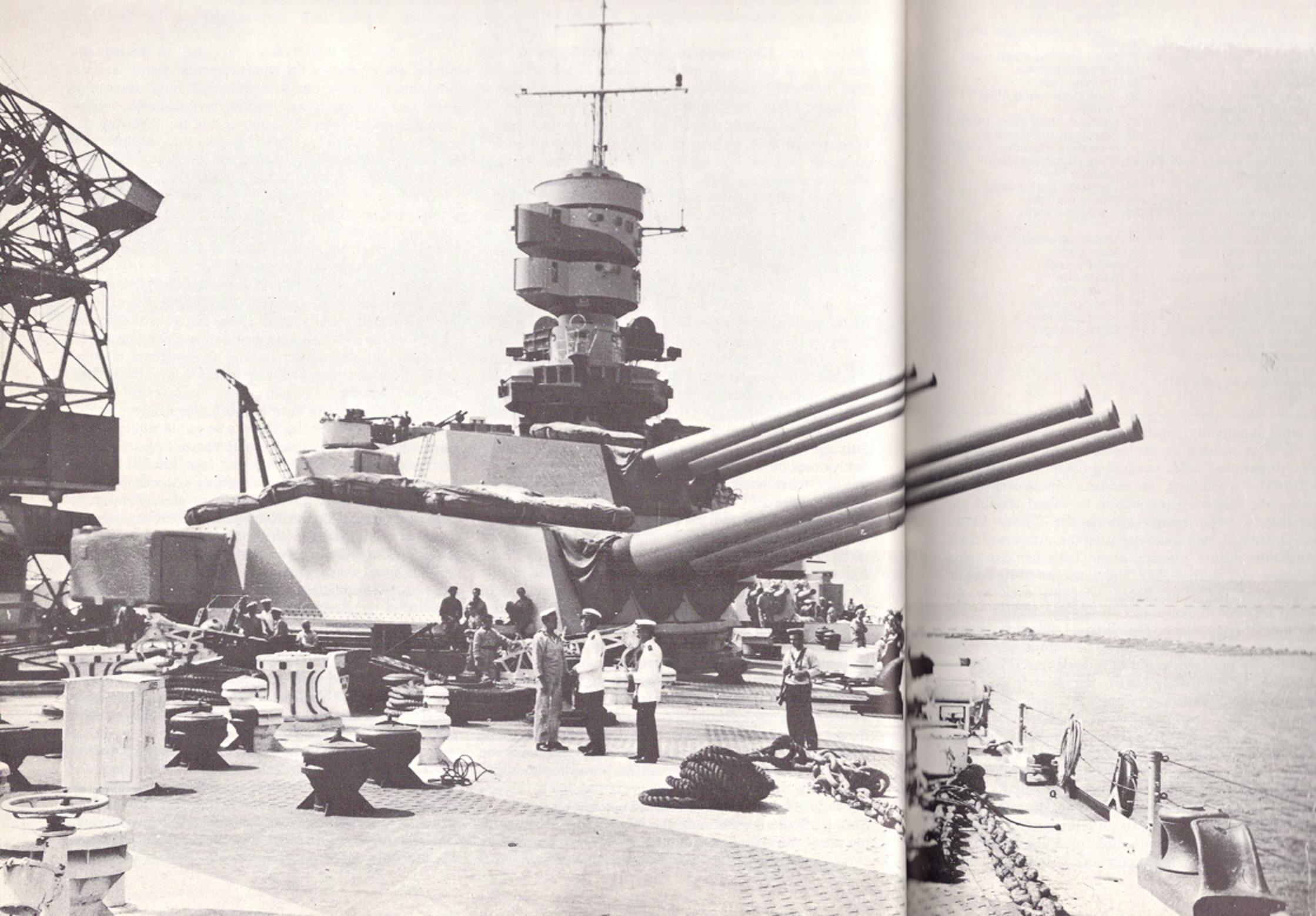
Bergamini devant les tourelles avant du cuirassé Roma.

Avant l'entrée en guerre de l'Italie, Bergamini commande la 4e puis la 9e division navale. 
Pendant la guerre, il devint chef d'état-major de la 1re Squadra Navale. Il participa à la bataille du cap Teulada à bord du cuirassé Vittorio Veneto. Après un bref passage dans le haut commandement italien, il fut à nouveau nommé commandant de la 9e division navale (vaisseau amiral Vittorio Veneto) puis de la 5e division navale (vaisseau amiral Caio Duilio).
Le 5 mars 1943, il commanda la flotte italienne en succédant à l'amiral Angelo Iachino.
Aux premières heures du 8 septembre 1943, alors que la flotte fut fin prête à contre-attaquer face au débarquement allié à Salerne, Bergamini reçut l'ordre de rejoindre la Tunisie contrôlée par les Alliés afin de signer l'armistice italien. Sa flotte quitta La Spezia pour la base navale contrôlée par l'Italie à La Maddalena.

La route empruntée par la flotte italienne commandée par Bergamini.

Le 9 septembre 1943, après avoir appris la prise de La Maddalena par les Allemands, la flotte quitta le port pour se diriger vers la Tunisie. Plus tard dans l'après-midi, elle fut attaquée par plusieurs bombardiers allemands près de Porto Torres. Le navire amiral Roma de Bergamini, suivant les ordres de Pietro Badoglio, n'ouvrit pas le feu immédiatement. Lorsque l'ordre fut prononcé, les avions allemands furent hors de portée des canons antiaériens italiens. Peu après, le Roma fut touché par une bombe guidée Fritz X, arme inconnue des Italiens à l'époque. Bergamini et 1 350 autres membres d'équipage furent tués après l'explosion et le naufrage du navire.

## Hommages
Bergamini fut promu à titre posthume au rang d'Ammiraglio d'armata.
Une frégate lancée en 1960 fut nommée en son honneur. La première frégate multi-missions de la Marina militare mise en service en 2013 fut également baptisée d'après son nom, il s'agit du Carlo Bergamini (F590).